# Д’Эррико, Донна
До́нна Д’Э́ррико (англ. Donna D'Errico; род. 30 марта 1968, Дотан, Алабама, США) — американская актриса, сценарист, продюсер и фотомодель.

## Карьера
Была Playmate мужского журнала «Playboy» в сентябре 1995 года. С 1996 по 1998 год снималась в сериале «Спасатели Малибу».

## Личная жизнь
Первый брак, от которого у неё есть сын Райан (род. 1993), окончился разводом вскоре после рождения сына.
С 1996 по 2007 год была замужем за музыкантом Никки Сиксом (род. 11.12.1958). В этом браке она родила своего второго ребёнка — дочь Фрэнки-Джин Мэри Феранна (род. 02.01.2001).

## Избранная фильмография
Актриса
| Год       |   | Русское название           | Оригинальное название       | Роль                     |
| --------- | - | -------------------------- | --------------------------- | ------------------------ |
| 1995      | с | Несчастливы вместе         | Unhappily Ever After        | воображаемая девушка № 1 |
| 1995      | с | Женаты… с детьми           | Married… with Children      | Хельга                   |
| 1996—1998 | с | Спасатели Малибу           | Baywatch                    | Донна Марко              |
| 1997      | с | Сабрина — маленькая ведьма | Sabrina, the Teenage Witch  | Кэрол/медсестра Нэнси    |
| 1999      | ф | Кэндимен 3: День мертвецов | Candyman: Day of the Dead   | Кэролайн МакКивер        |
| 2002      | ф | Остин Пауэрс: Голдмембер   | Austin Powers in Goldmember | продавщица               |
| 2008      | ф | Непостижимо                | Inconceivable               | Эльза Роксанн Голд       |
| 2016      | с | Гастролёры                 | Roadies                     | Роберта                  |
| 2021      | ф | Выжить в игре              | Survive the Game            | Карли                    |

Сценарист
- 2008 — «Непостижимо[англ.]»/Inconceivable

Продюсер
- 2010 — «Вернуться к бухте»/Back to the Bay